# جان داگلاس تامپسون
جان داگلاس تامپسون (انگلیسی: John Douglas Thompson؛ زادهٔ ۱۹۶۴ (۶۰–۶۱ سال)) بازیگر، بازیگر تئاتر، بازیگر سینما، و بازیگر تلویزیون اهل ایالات متحده آمریکا است.
از فیلم‌ها یا برنامه‌های تلویزیونی که وی در آن نقش داشته‌است؛ می‌توان به میراث بورن، مایکل کلایتون، یک سال بسیار خشن، گرگ‌ها و میر اهل ایست‌تاون اشاره کرد.